# Ángel Barrios García
Ángel Barrios García (20 de febrero de 1951-Salamanca, 31 de enero de 2005) fue un historiador y catedrático de Historia Medieval español.

## Biografía
Nació el 20 de febrero de 1951 en la provincia de Salamanca; licenciado en 1973 y doctorado siete años más tarde en la Universidad de Salamanca sus estudios se centraron en el estudio de la Extremaduras medievales (castellana y leonesa) tratando tanto con fuentes eclesiásticas como los archivos municipales. Publicó las documentaciones medievales de las localidades de Alba de Tormes, Ávila, Béjar, Candelario, Ciudad Rodrigo y Mombeltrán y las del monasterio de San Clemente de Adaja. Su tesis, publicada en 1983 y titulada Estructuras agrarias y de poder en Castilla: el ejemplo de Ávila (1085-1320) en la que trata la sociedad concejil de Ávila, destacó como obra para la comprensión de la sociedad feudal al sur del Río Duero. Los resultados de sus estudios de toponimia contribuyeron a superar la tradicional tesis despoblacionista de la Cuenca del Duero de Claudio Sánchez-Albornoz. En 1990 se convirtió en catedrático de la USAL. Falleció el 31 de enero de 2005 en Salamanca.